# Aikanaka (mitologija)
U havajskoj mitologiji, poglavica ʻAikanaka ("ljudožder"; ʻAi Kanaka, ʻAikane) smrtni je poglavica rođen oko 746., sin Hulumanailanija te potomak poglavice Ulua, koji je potekao od boga neba Wākee.
ʻAikanaka je oženio božicu Mjeseca Lonu te su sretni živjeli zajedno u njezinoj palači sve dok on nije umro od starosti.
ʻAikanaka je oženio i Hinahanaiakamalamu, koja mu je rodila sinove Hemu i Punu.
Božice Lona i Hinahanaiakamalama (Hina) su obje božanstva Mjeseca te je moguće da su to različita havajska imena za istu božicu.